# 共荣镇
共荣镇，是中华人民共和国黑龙江省绥化市海伦市下辖的一个镇。
2017年12月28日，黑龙江省民政厅批复同意撤销共荣乡，设立共荣镇。

## 行政区划
共荣镇下辖以下地区：
共荣村、共兴村、一心村、友好村、民生村、万宝村、民强村、丰乐村、进步村和自立村。